# Corispermum villosum
Corispermum villosum är en amarantväxtart som beskrevs av Per Axel Rydberg. Corispermum villosum ingår i släktet lusfrön, och familjen amarantväxter. Inga underarter finns listade i Catalogue of Life.